# Рекхэм, Нил
Нил Рекхэм (англ. Neil Rackham) — исследователь продаж и проблем маркетинга, лектор и автор нескольких книг-бестселлеров, разработчик популярной техники продаж по методу SPIN, консультант известных корпораций. Три его книги были в списке бестселлеров The New York Times, работы переведены на 50 языков.

## Биография
Нил Рекхэм получил международное признание в 70-х годах XX века, проведя грандиозное исследование успешных продаж и эффективной торговли. Исследовательский проект Рекхэма, поддержанный известными транснациональными корпорациями, такими как Xerox и IBM, вовлек в себя 30 специалистов, которые на протяжении 12 лет изучили 35 000 успешных сделок по продаже товаров и услуг в 23 странах мира. Бюджет проекта составил 30 млн долларов США. Основываясь на результатах этих исследований, Рекхэм разработал инновационную технику эффективных продаж, которую изложил в своей известной книге «СПИН-продажи»](1988)
Нил Рекхэм также получил известность, как успешный и весьма неординарный тренер и консультант в сфере продаж. Его статьи и обзоры привлекают внимание теоретиков и практиков продаж. Методика Рекхэма взята на вооружение по меньшей мере в 100 крупнейших компаниях мира, входящих в рейтинг Fortune 500.
Нил Рекхэм является владельцем фермы и винного завода на севере Виргинии. В свободное от работы время он пишет стихи и научно-фантастические рассказы, а также играет на средневековых музыкальных инструментах.

## Карьера
- 1969—1974 — создатель и гендиректор компании Perfomans Improved Ltd
- 1974—2000 — основатель и руководитель компании Huthwaite (в частности, разрабатывал тренинговые программы для Rank Xerox, ICL, Fisons)
- 2000 — настоящее время — партнер консалтинговой компании Go To Market Partners (консультирует корпорации Motorola, IBM, Kodak, Honeywell)

## Метод Рекхэма. SPIN-продажи
Метод SPIN, разработанный Нилом Рекхэмом и пришедший на смену «классической школе» продаж, является на сегодня достаточно распространенной и популярной в Западных странах методикой осуществления продаж. Метод разработан на основе исследований, проводимых Рекхэмом в течение 12 лет. За это время было проанализировано 35 000 встреч с клиентами, проведенных 10 000 продавцов в 23 странах мира.
Техника SPIN-продаж используется продавцами высокого класса во всем мире. Все, что считалось краеугольным камнем в «классических» продажах — методы завершения сделки, презентация преимуществ продукта или услуги, работа с претензиями и возражениями, открытые вопросы и т. д. — Нил Рекхэм объявил чем-то несущественным. Он и его исследовательская команда обнаружили, что многие методы, разработанные для продажи недорогих, не крупных товаров, неэффективны при осуществлении продаж дорогих товаров. Рекхэм разработал свою технологию продаж — технологию продаж по методу СПИН:
Ситуационные вопросы, Проблемные вопросы, Извлекающие вопросы, Направляющие вопросы
СПИН-система не дает навыков, которые бы заставляли покупателя покупать то, что нужно менеджеру по продажам. Главная цель продавца в этой системе — понять клиента. Поэтому основной упор делается на консультировании, выяснении потребности клиента, ненавязчивости. Краеугольным камнем СПИН является выявление потребностей.
Исследования, проведенные Нилом Рекхэмом показали, что успешные переговорщики в процессе «большой продажи» задают значительно большее (на 63 %) количество вопросов клиенту, чем неуспешные. Причем это не просто вопросы «наугад», а выстроенные в определённой последовательности:
Сначала задаются вопросы о ситуации клиента в настоящий момент (S — «situation», ситуационные вопросы). Затем — вопросы о том, какие возможные проблемы имеют место, или к каким проблемам может привести сегодняшняя ситуация (P — «problem», проблемные вопросы). После этого задаются вопросы, позволяющие извлечь возможную проблему наружу, сделать её явной (I — «implication», извлекающие вопросы). И, наконец, задаются вопросы, позволяющие клиенту принять выгодное для него решение этой проблемы (N — «need-payoff», направляющие вопросы).
Технология продаж СПИН призвана обеспечить специалиста по продажам набором простых и практичных инструментов. Они апробированы и активно используются в компаниях с мировым именем и доказали свою эффективность.
Получив широкое распространение на Западе, методика СПИН-продаж в последнее время приобретает известность и в России.

## Основные работы
- Нил Рекхэм «Управление большими продажами» — ISBN 5-902288-08-8
- Нил Рекхэм «СПИН-продажи» — М., 2008. Манн, Иванов и Фербер, ISBN 5-98293-006-7
- Нил Рекхэм «Продажи по методу SPIN. Практическое руководство». — Манн, Иванов и Фербер, ISBN 5-98999-003-0
- Нил Рекхэм «Стратегия работы с клиентами в больших продажах». — ISBN 5-98293-012-1